# Stuart Graham
Stuart Graham (Nantwich, 9 gennaio 1942) è un pilota motociclistico britannico.

## Carriera
Figlio d'arte (il padre Leslie era stato, nel 1949, il primo Campione del Mondo della 500), iniziò a correre nel 1961 con una Honda 125. Scoperto dall'ex pilota Bill Webster, Graham ottenne di lì a poco la sua prima vittoria, con una Aermacchi Ala d'Oro 250, in una gara locale. Nel 1962 fece il suo esordio nel Motomondiale, dove ottenne un sesto posto al GP dell'Ulster, sempre con la quarto di litro varesina. In quell'occasione fu anche decimo in 125 con una Bultaco.
Morto Webster nel marzo 1963, Graham junior lasciò l'Aermacchi 250 per correre su AJS 350 e Matchless 500. Nel 1964 fece il suo esordio al Tourist Trophy, arrivando 37º allo Junior TT e 19º nel Senior TT. Dopo un'anonima annata 1965, nella quale fu 17º allo Junior TT e si ritirò nel Senior TT, nel 1966 fu ingaggiato dalla Honda per rimpiazzare l'infortunato Jim Redman in sella alla RC166 250 sei cilindri. Con la pluricilindrica nipponica fu secondo al Lightweight TT (a quasi sei minuti dal compagno di Marca Mike Hailwood) e sesto nella classifica finale del Mondiale.
Per la stagione 1967 Graham fu ingaggiato dalla Suzuki per correre in 50 e 125. In quella stagione vinse gli unici due GP della sua carriera, la gara della 50 al TT (quattordici anni dopo la morte del padre, avvenuta nel 1953 durante il Senior TT) e della 125 al GP di Finlandia.
Ritiratasi la Suzuki a fine 1967, Graham ottenne una 50 e una 125 per correre in forma privata. Le moto verranno cedute successivamente a Barry Sheene, che le userà per il suo debutto nel Mondiale, nel 1970.

## Risultati nel motomondiale

### Classe 50
| 1967 | Classe | Moto   |   |   |   |   |   |   |    |    |    |    |    |    |   | Punti | Pos. |
| ---- | ------ | ------ | - | - | - | - | - | - | -- | -- | -- | -- | -- | -- | - | ----- | ---- |
| 1967 | 50     | Suzuki | - | - | 3 | 1 | - | 3 | NE | NE | NE | NE | NE | NE | 2 | 22    | 3º   |

| Legenda | 1º posto        | 2º posto            | 3º posto            | A punti      | Senza punti        | Grassetto – Pole position Corsivo – Giro più veloce |
| Legenda | Gara non valida | Non qual./Non part. | Ritirato/Non class. | Squalificato | '-' Dato non disp. | Grassetto – Pole position Corsivo – Giro più veloce |

### Classe 125
| 1967 | Classe | Moto   |   |   |   |   |   |    |   |   |   |   |   |   |   | Punti | Pos. |
| ---- | ------ | ------ | - | - | - | - | - | -- | - | - | - | - | - | - | - | ----- | ---- |
| 1967 | 125    | Suzuki | 4 | - | 4 | 2 | 3 | NE | 3 | 2 | 1 | 3 | - | - | 2 | 38    | 3º   |

| Legenda | 1º posto        | 2º posto            | 3º posto            | A punti      | Senza punti        | Grassetto – Pole position Corsivo – Giro più veloce |
| Legenda | Gara non valida | Non qual./Non part. | Ritirato/Non class. | Squalificato | '-' Dato non disp. | Grassetto – Pole position Corsivo – Giro più veloce |

### Classe 250
| 1962 | Classe | Moto      |   |   |   |   |   |   |   |   |   |    |   |  |  | Punti | Pos. |
| ---- | ------ | --------- | - | - | - | - | - | - | - | - | - | -- | - |  |  | ----- | ---- |
| 1962 | 250    | Aermacchi | - | - | - | - | - | - | 6 | - | - | NE | - |  |  | 1     | 26º  |

| 1966 | Classe | Moto  |   |   |   |   |   |   |   |   |   |   |   |   |  | Punti | Pos. |
| ---- | ------ | ----- | - | - | - | - | - | - | - | - | - | - | - | - |  | ----- | ---- |
| 1966 | 250    | Honda | - | - | - | - | - | 4 | - | 2 | - | 2 | - | - |  | 15    | 6º   |

| Legenda | 1º posto        | 2º posto            | 3º posto            | A punti      | Senza punti        | Grassetto – Pole position Corsivo – Giro più veloce |
| Legenda | Gara non valida | Non qual./Non part. | Ritirato/Non class. | Squalificato | '-' Dato non disp. | Grassetto – Pole position Corsivo – Giro più veloce |

### Classe 350
| 1965 | Classe | Moto |    |   |    |    |    |    |   |   |   |   |   |   |  | Punti | Pos. |
| ---- | ------ | ---- | -- | - | -- | -- | -- | -- | - | - | - | - | - | - |  | ----- | ---- |
| 1965 | 350    | AJS  | NE | - | NE | NE | 17 | 10 | - | - | - | - | - | - |  | 0     |      |

| 1966 | Classe | Moto |    |   |   |   |    |   |   |   |   |   |   |   |  | Punti | Pos. |
| ---- | ------ | ---- | -- | - | - | - | -- | - | - | - | - | - | - | - |  | ----- | ---- |
| 1966 | 350    | AJS  | NE | - | - | 4 | NE | - | - | - | - | - | - | - |  | 3     | 18º  |

| Legenda | 1º posto        | 2º posto            | 3º posto            | A punti      | Senza punti        | Grassetto – Pole position Corsivo – Giro più veloce |
| Legenda | Gara non valida | Non qual./Non part. | Ritirato/Non class. | Squalificato | '-' Dato non disp. | Grassetto – Pole position Corsivo – Giro più veloce |

### Classe 500
| 1963 | Classe | Moto      |    |    |    |  |  |  |    |  |  |  |  |    |  | Punti | Pos. |
| ---- | ------ | --------- | -- | -- | -- |  |  |  | -- |  |  |  |  | -- |  | ----- | ---- |
| 1963 | 500    | Matchless | NE | NE | NE |  |  |  | 12 |  |  |  |  | NE |  | 0     |      |

| 1964 | Classe | Moto      |  |    |    |    |  |  |  |  |  |  |  |    |  | Punti | Pos. |
| ---- | ------ | --------- |  | -- | -- | -- |  |  |  |  |  |  |  | -- |  | ----- | ---- |
| 1964 | 500    | Matchless |  | NE | NE | 19 |  |  |  |  |  |  |  | NE |  | 0     |      |

| 1965 | Classe | Moto      |  |  |    |    |     |    |     |  |  |  |  |  |    | Punti | Pos. |
| ---- | ------ | --------- |  |  | -- | -- | --- | -- | --- |  |  |  |  |  | -- | ----- | ---- |
| 1965 | 500    | Matchless |  |  | NE | NE | Rit | 12 | Rit |  |  |  |  |  | NE | 0     |      |

| 1966 | Classe | Moto      |    |   |    |   |   |     |     |     |  |  |  |    |  | Punti | Pos. |
| ---- | ------ | --------- | -- | - | -- | - | - | --- | --- | --- |  |  |  | -- |  | ----- | ---- |
| 1966 | 500    | Matchless | NE | 4 | NE | 5 | 2 | Rit | Rit | Rit |  |  |  | NE |  | 11    | 8º   |

| Legenda | 1º posto        | 2º posto            | 3º posto            | A punti      | Senza punti        | Grassetto – Pole position Corsivo – Giro più veloce |
| Legenda | Gara non valida | Non qual./Non part. | Ritirato/Non class. | Squalificato | '-' Dato non disp. | Grassetto – Pole position Corsivo – Giro più veloce |